# Acompsophloeus
Acompsophloeus é um género de besouros da família Laemophloeidae. A única espécie conhecida no género é Acompsophloeus arabicus, um escaravelho castanho-amarelado com escultura superficial extremamente grossa, antenas curtas e genitália masculina com os parâmeros completamente fundidos à peça basal, de casca plana revestidos.  Habita a Península Arábica (Emirados Árabes Unidos e Arábia Saudita). Nada se sabe sobre a sua biologia ou estágios imaturos.